# Ганн, Анна
А́нна Ганн (англ. Anna Gunn, род. 11 августа 1968, Кливленд, Огайо, США) — американская актриса. Наиболее известна по роли Скайлер Уайт в сериале AMC «Во все тяжкие» (2008—2013), принёсшей две премии «Эмми» за лучшую женскую роль второго плана в драматическом сериале.

## Жизнь и карьера
Анна Ганн родилась в Кливленде, Огайо, но в раннем возрасте переехала в Санта-Фе, Нью-Мексико, там же и выросла. Свою карьеру она начала с выступлений в театре. Ганн дебютировала на телевидении в 1992 году, с регулярной ролью в ситкоме Fox Down the Shore, который был закрыт после двух сезонов. В последующее десятилетие она взяла на себя три десятка гостевых ролей на телевидении, в таких сериалах как «Сайнфелд», «Полиция Нью-Йорка», «Скорая помощь» и «Юристы Бостона». У неё также была второстепенная роль в сериале «Практика» с 1997 по 2002 год.
Ганн наиболее известна благодаря ролям на телевидении, в сериалах «Дедвуд» (2005—2006) и «Во все тяжкие» (2008—2013). Кроме того В 2012 году Ганн была впервые номинирована на премию «Эмми» за свою роль в сериале «Во все тяжкие», но награду она выиграла уже после завершения шоу в 2013 и 2014 годах.
После успеха сериала «Во все тяжкие», Ганн сыграла свою первую в карьере главную роль, в телефильме канала Lifetime «Секреты Эдема». В 2013 году, когда сериал завершился, она сыграла заглавную роль в пилоте «Рита» сценариста Кристы Вернофф для канала Bravo, но канал не дал зелёный свет для последующего производства сериала. Вскоре она получила главную роль в мини-сериале «Грейспойнт» для Fox.

## Личная жизнь
Ганн была замужем за актёром и агентом по недвижимости Аластером Дунканом с 1990 по 2009 год. У них есть две дочери — Эмма (род. 2001) и Эйла Роуз (род. 2006).

## Фильмография

### Фильмы
| Год  | Название на русском       | Название на английском     | Роль                  | Примечания                                                                                    |
| ---- | ------------------------- | -------------------------- | --------------------- | --------------------------------------------------------------------------------------------- |
| 1994 |                           | French Intensive           | Рэйчел                | Короткометражный фильм                                                                        |
| 1994 | Джуниор                   | Junior                     | секретарь             |                                                                                               |
| 1995 | Без улик                  | Without Evidence           | Лиз Годлав            |                                                                                               |
| 1997 | Санта Фе                  | Santa Fe                   | Джейн                 |                                                                                               |
| 1998 | Враг государства          | Enemy of the State         | Эмили Рейнольдс       |                                                                                               |
| 2000 | Заблудшие души            | Lost Souls                 | Салли Прескотт        |                                                                                               |
| 2001 | Младенец на прогулке 2    | Nobody’s Bab               | Сторми                |                                                                                               |
| 2002 | Шаги по воде              | Treading Water             | Актриса               |                                                                                               |
| 2011 | Красный штат              | Red State                  | Мать Трэвиса          |                                                                                               |
| 2012 | Маленькая красная тележка | Little Red Wagon           | Лори Боннер           |                                                                                               |
| 2012 | Нахальные трусики         | Sassy Pants                | Джун Прюитт           | Номинация — Премия международного кинофестиваля в Милане за лучшую женскую роль второго плана |
| 2016 | Чувство справедливости    | Equity                     | Наоми Бишоп           |                                                                                               |
| 2016 | Чудо на Гудзоне           | Sully                      | доктор Элизабет Дэвис |                                                                                               |
| 2018 | Будь честным              | You Can Choose Your Family | Лаура Хансен          |                                                                                               |
| 2021 | Страна Снов               | Land of Dreams             | Нэнси / Бетти         |                                                                                               |
| 2022 | Извинение                 | The Apology                | Дарлен Хаген          |                                                                                               |

### Телевидение
| Год       | Название на русском                | Название на английском                   | Роль                           | Примечания |
| --------- | ---------------------------------- | ---------------------------------------- | ------------------------------ | --- |
| 1992      | Квантовый скачок                   | Quantum Leap                             | Лиз                            | Эпизод: «The Play’s the Thing» |
| 1992      | Непристойность                     | Indecency                                | Селеста                        | Телевизионный фильм |
| 1992-1993 | Вниз по Шору                       | Down the Shore                           | Арден                          | Регулярная роль, 29 эпизодов |
| 1993      | Сайнфелд                           | Seinfeld                                 | Эми                            | Эпизод: «The Glasses» |
| 1994      | Под перекрёстным огнём             | Moment of Truth: Caught in the Crossfire | Агент Алекс Кинг               | Телевизионный фильм |
| 1994      |                                    | Missing Persons                          | Элли Кео                       | Эпизод: «My Beautiful Son Is O.K…» |
| 1994      | Полиция Нью-Йорка                  | NYPD Blue                                | Кимми                          | 2 эпизода |
| 1995      | Если бы кто-то знал                | If Someone Had Known                     | Офицер Линда Рид               | Телевизионный фильм |
| 1995-1996 | Одно убийство                      | Murder One                               | Мелисса Грит                   | 3 эпизода |
| 1996      | Надежда Чикаго                     | Chicago Hope                             | Меган Стэндард                 | Эпизод: «Sexual Perversity in Chicago Hope» |
| 1996      | Человек Лазаря                     | The Lazarus Man                          | The Journal                    | Эпизод: «The Journal» |
| 1996      | Негодники                          | Men Behaving Badly                       | Мишель                         | Эпизод: «Babies Having Babies» |
| 1996      | Новый Орлеан                       | The Big Easy                             | Эви                            | Эпизод: «Snake Dance» |
| 1997      | Охотники за сновидениями           | Sleepwalkers                             | Энджи Гилпин                   | Эпизод: «Night Terrors» |
| 1997-2002 | Практика                           | The Practice                             | Джин Уорд                      | 10 эпизодов |
| 1999      | Скорая помощь                      | ER                                       | Адвокат Экабо                  | Эпизод: «Point of Origin» |
| 1999      | Шоу Дрю Кэри                       | The Drew Carey Show                      | Келли Уокер                    | Эпизод: «Drew’s Reunion» |
| 1999      | Справедливая Эми                   | Judging Amy                              | Эмили Нобл                     | Эпизод: «Presumed Innocent» |
| 2000      | Бык                                | Bull                                     | Мисс Койл                      | Эпизод: «A Beautiful Lie» |
| 2001      | Защитник                           | The Guardian                             | Меган Барстоу                  | 2 эпизода |
| 2002      | Да, дорогая!                       | Yes, Dear                                | Джессика                       | Эпизод: «Kim’s New Nanny» |
| 2003      | Прочная сеть                       | Dragnet                                  | Доктор Луиза Ноттингем         | 2 эпизода |
| 2003      | О’Кифы                             | The O’Keefes                             | Филис                          | Эпизод: «Pilot» |
| 2003      | Секреты Лос-Анджелеса              | L.A. Confidential                        |                                | Пилот |
| 2003      | Счастливая карта                   | Wild Card                                | Джанелл Морган                 | Эпизод: «The Cheese Stands Alone» |
| 2003      | Дорога в 12 миль                   | 12 Mile Road                             | Лия                            | Телевизионный фильм |
| 2003      | Лионский Ден                       | The Lyon’s Den                           | Элизабет Хоппер                | Эпизод: «Blood» |
| 2003      | Сваха                              | Miss Match                               | Морин Уэстон                   | Эпизод: «Kate in Ex-tasy» |
| 2003      | Святой дозор                       | Miracles                                 | Ребекка Уэбб                   | Эпизод: «You Are My Sunshine» |
| 2004      | Департамент полиции Нью-Йорка 2069 | NYPD 2069                                | Натали Франко                  | Пилот |
| 2004      | Окружной прокурор                  | The D.A.                                 | Шелли Уорд                     | Эпизод: «The People vs. Sergius Kovinsky» |
| 2004      | Клиент всегда мёртв                | Six Feet Under                           | Мэделин                        | Эпизод: «Parallel Play» |
| 2005-2006 | Дедвуд                             | Deadwood                                 | Марта Буллок                   | Регулярная роль, 24 эпизода Номинация — Премия Гильдии актёров США за лучший актёрский состав в драматическом сериале (2007) |
| 2007      | Юристы Бостона                     | Boston Legal                             | Адвокат Сьюзан Биксби          | Эпизод: «Nuts» |
| 2008—2013 | Во все тяжкие                      | Breaking Bad                             | Скайлер Уайт                   | Главная роль, 62 эпизода Премия «Эмми» за лучшую женскую роль второго плана в драматическом телесериале (2013, 2014) Премия Гильдии актёров США за лучший актёрский состав в драматическом сериале (2014) Номинация — Премия «Сатурн» за лучшую женскую роль на телевидении (2010, 2014) Номинация — Премия «Эмми» за лучшую женскую роль второго плана в драматическом телесериале (2012) Номинация — Премия Гильдии актёров США за лучший актёрский состав в драматическом сериале (2012, 2013) Номинация — Премия «Выбор телевизионных критиков» за лучшую женскую роль второго плана в драматическом сериале (2012, 2013, 2014) Номинация — Телевизионный фестиваль в Монте-Карло за лучшую женскую роль в драматическом сериале (2013) Номинация — Премия «Сатурн» за лучшую женскую роль второго плана на телевидении (2013) Номинация — Премия Гильдии актёров США за лучшую женскую роль в драматическом сериале (2014) Номинация — Премия «Спутник» за лучшую женскую роль второго плана на телевидении (2014) |
| 2010      | Закон и порядок                    | Law & Order                              | Мариель Ди Наполи              | Эпизод: «Love Eternal» |
| 2010      | Обмани меня                        | Lie to Me                                | Дженкинс                       | Эпизод: «Dirty Loyal» |
| 2012      | Секреты Эдема                      | Secrets of Eden                          | Детектив Кэтрин Бенинкаса      | Телевизионный фильм |
| 2004      | Рита                               | Rita                                     | Рита                           | Пилот |
| 2014      | Проект Минди                       | The Mindy Project                        | Шейла Гамильтон                | Эпизод: «Girl Crush» |
| 2014      | Грейспойнт                         | Gracepoint                               | Детектив Элли Миллер           | Регулярная роль |
| 2015      | Портландия                         | Portlandia                               | Глинис Брукс                   | Эпизод: «House for Sale» |
| 2015      | Мыслить как преступник             | Criminal Minds                           | специальный агент Лили Ламберт | Эпизод: «Beyond Borders» |
| 2016      | Робоцып                            | Robot Chicken                            | Скайлер Уайт                   | Эпизод: «Food» |
| 2017      | Оттенки синего                     | Shades of Blue                           | Джулия Эрс                     | 7 эпизодов |
| 2019      | Дедвуд                             | Deadwood: The Movie                      | Марта Буллок                   | Телевизионный фильм |
| 2021      | Блудный сын                        | Prodigal Son                             | шериф Ферн Кули                | Эпизод: «The Last Weekend» |
| 2022—2023 | В ритме жизни                      | Physical                                 | Марика                         | 3 эпизода |
| 2023      | Самая опасная игра                 | Most dangerous game                      | Чейрвумен                      | 4 эпизода |
| 2024      | Шугар                              | Sugar                                    | Маргит Сёренсен                | 6 эпизодов |